# La gloriosa avventura (film 1939)
La gloriosa avventura (The Real Glory) è un film d'avventura del 1939, diretto da Henry Hathaway.

## Trama
Filippine 1906. L'esercito americano abbandona Mindanao, lasciando sull'isola un piccolo contingente militare per difendere la popolazione indigena dai ribelli musulmani Moros. Assediati nella cittadella subiscono perdite a seguito del colera e della siccità, ma dopo numerosi combattimenti riescono a sconfiggere i ribelli.

### Critica
Il film segue lo schema classico del film western, tipico dell'epoca. In questo caso il ruolo degli "indiani cattivi" è sostituito dai ribelli Moros.

## Produzione
Il film fu prodotto dalla Samuel Goldwyn Company. Venne girato in California, all'Hunt-Salto Canyon, sul Kern River, a Point Mugu e all'Iverson Ranch - 1 Iverson Lane, Chatsworth, Los Angeles. Le riprese durarono dal 24 aprile 1939 al luglio 1939.

## Distribuzione
Distribuito dalla United Artists, il film fu presentato in prima a New York il 14 settembre 1939, per uscire poi nelle sale cinematografiche statunitensi il 29 settembre con il titolo originale The Real Glory. In Danimarca (come Til sidste mand), in Francia (La glorieuse aventure) e Portogallo, fu distribuito nel 1940 (rispettivamente il 14 marzo, 1º maggio e 31 ottobre).